# Rjóko Taniová
Rjóko Tani (roz. Tamura – 田村) (japonsky: 谷 亮子 – Tani Rjóko) (*6. září 1975, Fukuoka) je bývalá japonská reprezentantka v judu. Je dvojnásobnou olympijskou vítězkou.

## Sportovní kariéra

### Úspěchy
- dvě zlaté olympijské medaile
- sedm titulů mistryně světa
- desítky turnajových titulů včetně pěti olympijských medailí

### Zajímavosti
- tokui-waza: seoi-nage, uči-mata, o-soto-gari
- styl: klasický
- úchop: pravý

Se svými 145cm patřila k nejmenším judistkám vůbec a přesto svojí rychlostí a brilantní technikou všem v superlehké váze dominovala. Mimo Japonsko vyjížděla pouze na hlavní turnaje sezóny, světového poháru se neúčastnila. Mezi seniorkami začínala již v 15 letech. V Japonsku v roce 1990 nemělo ženské judo takovou popularitu jako mužské. Byla to právě ona, která v průběhu několika let ženské judo ve své zemi zpopularizovala.
V roce 1991 a 1992 ještě na nejlepší Evropanky nestačila. Na olympijských hrách v Barceloně v semifinále sice porazila vážně zraněnou Britku Karen Briggs, ale ve finále se nechala kontrovat za koku a prohrála s Francouzkou Cécile Nowak. Po čtyřech letech na olympijských hrách v Atlantě ve finále proti Severokorejce Kje Sun-hui prožila velké deja-vu. Celý zápas se pokoušela o ippon až jí nakonec soupeřka kontrovala za koku. Zlaté olympijské medaile se tak dočkala až na třetí pokus v roce 2000 a v roce 2004 zlatou olympijskou medaili s přehledem obhájila.
Po mateřské pauze získala v roce 2007 svůj sedmý titul mistryně světa, ale v roce 2008 neodjela na své páté olympijské hry do Pekingu v optimální formě. Po opatrných výkonech brala nakonec poslední medaili, která jí ve sbírce chyběla — bronzovou.

## Výsledky
| Turnaj            | 1991            | 1992            | 1993            | 1994            | 1995            | 1996            | 1997            | 1998            | 1999            | 2000            | 2001            | 2002            | 2003            | 2004            | 2005            | 2006            | 2007            | 2008            |
| Turnaj            | 16              | 17              | 18              | 19              | 20              | 21              | 22              | 23              | 24              | 25              | 26              | 27              | 28              | 29              | 30              | 31              | 32              | 33              |
| Turnaj            | Tamura          | Tamura          | Tamura          | Tamura          | Tamura          | Tamura          | Tamura          | Tamura          | Tamura          | Tamura          | Tamura          | Tamura          | Tamura          | Tani            | Tani            | Tani            | Tani            | Tani            |
| Turnaj            | superlehká váha | superlehká váha | superlehká váha | superlehká váha | superlehká váha | superlehká váha | superlehká váha | superlehká váha | superlehká váha | superlehká váha | superlehká váha | superlehká váha | superlehká váha | superlehká váha | superlehká váha | superlehká váha | superlehká váha | superlehká váha |
| ----------------- | --------------- | --------------- | --------------- | --------------- | --------------- | --------------- | --------------- | --------------- | --------------- | --------------- | --------------- | --------------- | --------------- | --------------- | --------------- | --------------- | --------------- | --------------- |
| Olympijské hry    |                 | 2.              |                 |                 |                 | 2.              |                 |                 |                 | 1.              |                 |                 |                 | 1.              |                 |                 |                 | 3.              |
| Mistrovství světa | 3.              |                 | 1.              |                 | 1.              |                 | 1.              |                 | 1.              |                 | 1.              |                 | 1.              |                 | —               |                 | 1.              |                 |
| Asijské hry       |                 |                 |                 | 1.              |                 |                 |                 | —               |                 |                 |                 | —               |                 |                 |                 | —               |                 |                 |
| Mistrovství Asie  | 3.              | —               | —               |                 | —               | —               | —               |                 | —               | —               | —               |                 | —               | —               | —               |                 | —               | —               |

## Podrobnější výsledky

### Olympijské hry
| Rok      | Kategorie       |  | 1/32                                | 1/16                                     | čtvrtfinále                           | semifinále                         | o bronz                               | finále                                 |
| -------- | --------------- |  | ----------------------------------- | ---------------------------------------- | ------------------------------------- | ---------------------------------- | ------------------------------------- | -------------------------------------- |
| LOH 1992 | superlehká váha |  | výhra – yuk/osg Amarilis Savónová   | výhra – 4:00/ksh Andrea Rodriguesová     | výhra – 2:13/uma Li Aj-jüe            | výhra – 3:36/H Karen Briggsová     | —                                     | prohra – kok/kta Cécile Nowaková       |
| LOH 1996 | superlehká váha |  | výhra – 1:57/tos Taťjana Moskvinová | výhra – 1:03/son Dora Maldonadová        | výhra – waz/son Giovanna Tortoraová   | výhra – 2:20/son Amarilis Savónová | —                                     | prohra – kok/hra Kje Sun-hui           |
| LOH 2000 | superlehká váha |  | volný los                           | výhra – yuk/una Čao Šun-sin              | výhra – 2:25/hrg Ljudmila Lusnikovová | výhra – (yus) Čcha Hjon-hjang      | —                                     | výhra – 0:36/uma Ljubov Bruletovová    |
| LOH 2004 | superlehká váha |  | volný los                           | výhra – 3:22/(wip) Maria Karajanopuluová | výhra – 2:17/osg Soraja Hadadová      | výhra – waz/kum Alina Dumitruová   | —                                     | výhra – waz/oug Frédérique Jossinetová |
| LOH 2008 | superlehká váha |  | výhra – yuk/osg Sajaka Macumotová   | výhra – 5:40/ksk Wu Šu-ken               | výhra – kok/shi Paula Paretová        | prohra – waz/shi Alina Dumitruová  | výhra – 2:27/uma Ljudmila Bogdanovová | —                                      |

### Mistrovství světa
| Rok     | Kategorie       |  | 1/64                                                      | 1/32                                                      | 1/16                                                      | čtvrtfinále                                               | semifinále                                                | o bronz                                                   | finále                                                    |
| ------- | --------------- |  | --------------------------------------------------------- | --------------------------------------------------------- | --------------------------------------------------------- | --------------------------------------------------------- | --------------------------------------------------------- | --------------------------------------------------------- | --------------------------------------------------------- |
| MS 1991 | superlehká váha |  | x                                                         | výhra Čan Mej                                             | výhra Legna Verdeciaová                                   | výhra Leposava Markovićová                                | prohra Karen Briggsová                                    | výhra Małgorzata Roszkowská                               | —                                                         |
| MS 1993 | superlehká váha |  | x                                                         | výhra Halina Tomjaková                                    | výhra Taťjana Moskvinová                                  | výhra Justina Pinheirová                                  | výhra Giovanna Tortoraová                                 | —                                                         | výhra Li Aj-jüe                                           |
| MS 1995 | superlehká váha |  | volný los                                                 | výhra Jozefina Kissová                                    | výhra Amarilis Savónová                                   | výhra Frédérique Jossinetová                              | výhra Hillary Wolfová                                     | —                                                         | výhra Li Aj-jüe                                           |
| MS 1997 | superlehká váha |  | volný los                                                 | výhra Dolly Mootooová                                     | výhra Dörte Dammannová                                    | výhra Taťjana Moskvinová                                  | výhra Pe Tong-suk                                         | —                                                         | výhra Amarilis Savónová                                   |
| MS 1999 | superlehká váha |  | výhra Hajat Rvinyová                                      | výhra Šolpa Kalijevová                                    | výhra Nynke Klopstraová                                   | výhra Sarah Nichilo-Rossová                               | výhra Pak Song-ča                                         | —                                                         | výhra Amarilis Savónová                                   |
| MS 2001 | superlehká váha |  | x                                                         | výhra Taťjana Moskvinová                                  | výhra Adriana Angelesová                                  | výhra Danieska Carriónová                                 | výhra Giuseppina Macriová                                 | —                                                         | výhra I Kjong-ok                                          |
| MS 2003 | superlehká váha |  | volný los                                                 | výhra Aruna Gundalová                                     | výhra Alina Dumitruová                                    | výhra Ljudmila Lusnikovová                                | výhra Kao Feng                                            | —                                                         | výhra Frédérique Jossinetová                              |
| MS 2005 | superlehká váha |  | nestartovala kvůli mateřským povinnostem — Kajo Kitadaová | nestartovala kvůli mateřským povinnostem — Kajo Kitadaová | nestartovala kvůli mateřským povinnostem — Kajo Kitadaová | nestartovala kvůli mateřským povinnostem — Kajo Kitadaová | nestartovala kvůli mateřským povinnostem — Kajo Kitadaová | nestartovala kvůli mateřským povinnostem — Kajo Kitadaová | nestartovala kvůli mateřským povinnostem — Kajo Kitadaová |
| MS 2007 | superlehká váha |  | volný los                                                 | výhra Zajnon Majzuraová                                   | výhra Frédérique Jossinetová                              | výhra Wu Šu-ken                                           | výhra Alina Dumitruová                                    | —                                                         | výhra Yanet Bermoyová                                     |